# Шкробове
Шкробо́ве — село в Україні, у Сновській міській громаді Корюківського району Чернігівської області. Населення становить 122 осіб.

## Історія
До 2016 орган місцевого самоврядування — Суничненська сільська рада.
12 червня 2020 року, відповідно до розпорядження Кабінету Міністрів України № 730-р «Про визначення адміністративних центрів та затвердження територій територіальних громад Чернігівської області», увійшло до складу Сновської міської громади.
19 липня 2020 року, в результаті адміністративно-територіальної реформи та ліквідації Сновського району, село увійшло до складу Корюківського району.

## Населення

### Мова
Розподіл населення за рідною мовою за даними перепису 2001 року:
| Мова       | Кількість | Відсоток |
| ---------- | --------- | -------- |
| українська | 116       | 95.08%   |
| російська  | 6         | 4.92%    |
| Усього     | 122       | 100%     |